# Cantone di Otavalo
Il cantone di Otavalo è un cantone dell'Ecuador che si trova nella provincia dell'Imbabura.
Il capoluogo del cantone è Otavalo.